# Regenwasserbewirtschaftung
Der Begriff Regenwasserbewirtschaftung bezeichnet ein Vorgehen, bei dem Kommunen, Betriebe oder sonstige Einrichtungen Maßnahmen ergreifen, um anfallendes Niederschlagswasser abzuführen, dabei aber gleichzeitig zu nutzen. Hierzu gehören unter anderem Maßnahmen der Hochwasservorsorge, Versickerungsmaßnahmen, die (Re)aktivierung von Rigolen, aber auch z. B. die Anlage von Hecken im Bereich land- und forstwirtschaftlicher Flächen. Dabei bietet sich die Erstellung eines integrierten Gesamtkonzeptes an, auch wegen der mit der globalen Erwärmung einhergehenden Zunahme von Starkregenereignissen.

## Konzepte

### Ökologisches

#### Ziele
- Erhöhung der Grundwasserneubildung
- Verringerung der Niederschlagswasserabflüsse in öffentliche Entwässerungsanlagen und Gewässer
- Verlangsamung der Niederschlagswasserabflüsse
- Verringerung des Hochwasserrisikos
- Nachhaltigkeit in der Wasserwirtschaft
- Verringerung von Investitions- und Betriebskosten[2]

#### Maßnahmen
- Förderung natürlicher, aber auch technischer Versickerung von Niederschlagswasser, z. B. auch von Dachbegrünungen
- Förderung der Regenwassernutzung
- möglichst ortsnahe Einleitung von Niederschlagswasser in offene Gewässer
- naturnah gestaltete Abflussrinnen mit Hindernissen (z. B. groben Steinen) sowie Rückhalteanlagen in Entwässerungsanlagen
- Rückbau von ausgebauten Gewässern in einen natürlichen oder naturnahen Zustand (Verlangsamung des Abflusses; Zunahme an Pflanzen und Tieren im Gewässerraum; Verbesserung der Selbstreinigungskräfte und des Wiederbesiedlungspotentials im Gewässer)
- bewusstseinsbildende Maßnahmen zum nachhaltigen Umgang mit Niederschlagswasser
- ein umfassendes Beratungskonzept vor Ort, mit dem Verweis darauf, dass grundsätzlich auf Antrag eine Befreiung vom Anschluss- und Benutzungszwang für Niederschlagswasser erfolgen kann[1]
- Schaffung von Gebührenanreizen zur Regenwassernutzung und -versickerung (→ gesplittete Abwassergebühr)[2]

#### Ergebnisse
Nach Untersuchungen des Instituts für technisch-wissenschaftliche Hydrologie Hannover kann bei einem erreichten Abkoppelungsgrad von 20 % eine Reduzierung des vorzuhaltenden Hochwasserrückhaltevolumens von 25 % erreicht werden.
Bei einem Modellprojekt in Hameln/Tündern konnten die Investitionskosten für die Entwässerung durch ein umweltverträgliches Entwässerungskonzept um 66 % reduziert werden.
Nach einer Untersuchung aus Berlin könnten in hochverdichteten Stadtteilen durch flächendeckende Anwendung der Regenwassernutzung 7–12 % des Trinkwassers ersetzt werden. Dabei könnte die jährlich abfließende Regenwassermenge in der Mischwasserkanalisation um 31 % reduziert und die Spitzenabflüsse um 17–19 % gekappt werden.
Untersuchungen im ökologischen Modellstadtteil Freiburg-Vauban zeigten, dass dezentrale Maßnahmen in der Fläche (Gründächer, durchlässige Flächenbefestigung, Grünflächen, Bäume) kombiniert mit einer nachgeschalteten Versickerung über ein Mulden-Rigolen-System den Gebietsabfluss um 87 % (2011) bzw. 66 % (2012) senkten. Kiesgefüllte oder begrünte Dachaufbauten konnten den Dachablauf um 40 bis 70 % senken und bewirkten gleichzeitig eine Verzögerung der Abflussspitzen.

## RAL-Gütezeichen
Die Gütegemeinschaft Regenwassersysteme, eine Vereinigung industrieller Produzenten von Regenwassersystemen bzw. deren Komponenten legt die folgenden RAL-Gütezeichen und Prüfanforderungen für die Systemlösungen und ihre Bestandteile fest:
- RAL-GZ 994 für Regenwassersysteme, Wasserleitungs-, Sammel- und Filtersysteme und deren Systemkomponenten für Niederschlagswasser für Verbrauchsstellen im Haus (WC, Garten, Waschmaschine, Gebäudereinigung und Autopflege).
  - RAL-GZ 994/11: Besondere Güte- und Prüfbestimmungen für Kunststoffblöcke zur Versickerung oder Speicherung von Niederschlagswasser
  - RAL-GZ 994/13: Besondere Güte- und Prüfbestimmungen für die Reinigung von Niederschlagswasserabfluß durch Sedimentations- und Filteranlagen vor Versickerung oder Speicherung
  - RAL-GZ 994/5: Besondere Güte- und Prüfbestimmungen für Regenwasserspeicher aus Stahl
  - RAL-GZ 994/8: Besondere Güte- und Prüfbestimmungen für Systemsteuerungen.